# اسکرین‌آنلاین
اسکرین‌آنلاین (انگلیسی: Screenonline) وبگاهی دربارهٔ تاریخ سینما و تلویزیون بریتانیا و همچنین «تاریخ اجتماعی» این کشور است، آنگونه که در فیلم‌ها و سریال‌های تلویزیونی آمده‌است.
این وبگاه توسط بنیاد فیلم بریتانیا و از محلِ عایدیِ «بلیط بخت‌آزمایی ملی انگلستان» ایجاد شد و بودجه‌اش ۱٫۲ میلیون پوند است.
در این وبسایت، امکان تماشا و دانلود بخش‌های گوناگون برنامه‌ها و سریال‌های تلویزیونی وجود دارد، اما دسترسی به آن از طریق کتابخانه‌هایِ عضو و مراکز آموزشی امکان‌پذیر است.